# Jeanne-Marie Chavoin
Mère Saint Joseph
Jeanne-Marie Chavoin, en religion Mère Saint-Joseph, née le 29 août 1786 à Coutouvre (France) et morte le 30 juin 1858 à Jarnosse (France), est la fondatrice de la branche des Sœurs maristes de la Société de Marie de Jean-Claude Colin.

## Biographie
Jeanne-Marie Chavoin naît dans le petit village de Coutouvre en France le 29 août 1786. Elle était considérée comme pécheresse parce qu'elle a été conçue par ses parents âgés de 19 et 20 ans, six mois avant leur mariage. Elle a ensuite deux sœurs, Marie qui meurt âgée d'un an, et Claudine-Marie,.
Jeanne-Marie Chavoin reçoit très peu d'éducation, elle est connue pour avoir une mauvaise orthographe. Elle est cependant réputée pour son excellent jugement et pour sa gentillesse. Elle travaille dans l'atelier de tailleur de son père tout au long de la Révolution, et l'entreprise reste stable car sa nature amicale et ouverte ne se faisait pas d'ennemis.
Après avoir été inspirée par le sermon d'un prédicateur influent, Jeanne-Marie Chavoin commence à prier à l'adolescence et se joint à un groupe de prière appelé l'Association de l'amour divin. Par ce groupe, on lui propose plusieurs fois des postes monastiques, mais elle refuse car elle ressent une vocation religieuse mais moins monastique. Finalement, le P. Jean-Philibert Lefranc lui dit : « Dieu ne veut pas que vous rejoigniez une congrégation existante, mais une congrégation qui n'a pas encore vu le jour ».
Jeanne-Marie Chavoin rencontre pour la première fois le P. Pierre Colin lorsqu'il est curé de Coutouvre. Elle rejoint plus tard Pierre et Jean-Claude Colin à Cerdon où ils sont tous les deux prêtres. Ensemble, ils travaillent à la fondation des Sœurs Maristes. Jeanne-Marie Chavoin s'attache particulièrement à l'éducation en milieu défavorisé. L'ordre des religieuses maristes a ouvert avec succès de nombreuses écoles à travers le monde.
Le 8 septembre 1823, elle obtient de l’évêque de Belley, Alexandre Devie, l’autorisation d’établir à Cerdon (avec Marie Jotillon et Marie Gardet), la première communauté des Sœurs maristes (la Congrégation des Filles de Marie) et que cette communauté soit placer sous la direction des frères Jean-Claude et Pierre Colin. Le 8 décembre, Jeanne-Marie Chavoin est élue supérieure des sœurs maristes et prend le nom de Mère Saint-Joseph.
En 1825, elle transfère son œuvre à Belley. Elle et ses religieuses s'occupent surtout de l'éducation des milieux défavorisés dans la région. Elles ouvrent et gèrent une école et un pensionnat, puis essaiment d'autres communautés dans la région.
Jeanne-Marie Chavoin meurt le 30 juin 1858 à Jarnosse.
Ses efforts et sa charité humble et silencieuse n'ont été connus au-delà de l'ordre que des années plus tard.
Le mouvement mariste prospère jusqu'en 1821, quand Jeanne-Marie Chavoin et le Jean-Claude Colin ont un désaccord sur l'opportunité de garder le mouvement dans la clôture monastique ou d'être missionnaires.
Le mouvement mariste poursuivi par Jeanne-Marie Chavoin est devenu une fraternité mondiale comportant de nombreuses écoles et églises,.